# Christophe Cochet
Pour les articles homonymes, voir Cochet.
Christophe Cochet, connu à Rome sous le nom de Cristoforo Coscetti ou Coscietti (connu depuis 1606 - mort à Paris en août 1634) est un sculpteur français du XVIIe siècle.

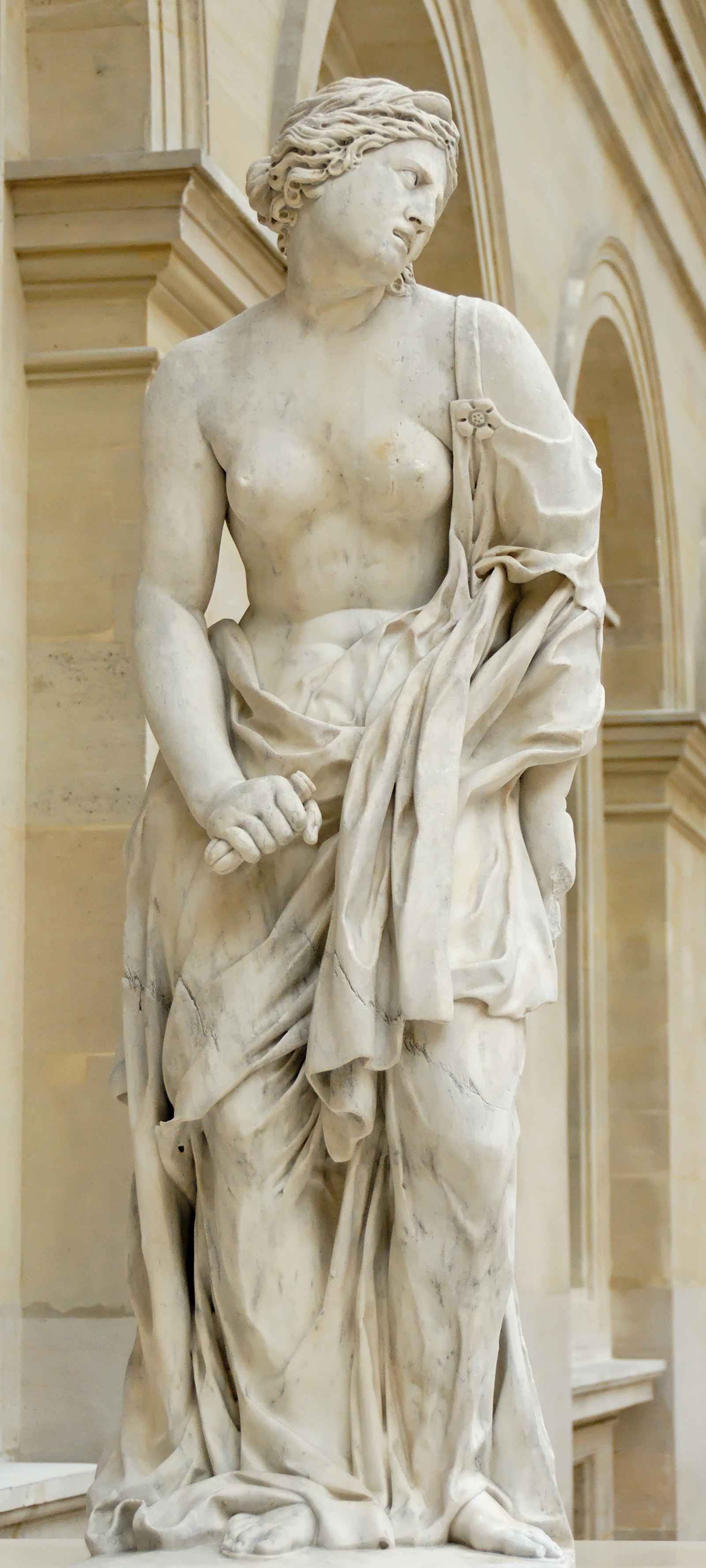
Attribué à Christophe Cochet, Didon, Paris, musée du Louvre

Fils du maître maçon parisien Jean Cochet, il entame une formation de sculpteur auprès de Pierre Biard l'Aîné, et est déjà sculpteur en 1606. Il se rend à Rome (où sa présence est attestée dès 1615) et séjourne aux côtés du peintre Simon Vouet, dans une maison de la via Serena, paroisse San Lorenzo in Lucina. Son séjour romain est entretenu par la reine-mère Marie de Médicis qui lui verse une pension s'élevant à 400 livres en 1618. Il rencontre à Rome plusieurs artistes, dont le sculpteur Jacques Sarrazin. Aucune œuvre de sa période romaine n'est connue. De retour à Paris vers 1629, il devient le sculpteur de la reine-mère Marie de Médicis, et exécute à ce titre des travaux de stucs au palais du Luxembourg pour lesquels il reçoit divers paiements en 1630 (date à laquelle le chantier du Luxembourg est interrompu). Il est par la suite qualifié de « sculpteur du roi et de la reine mère ». La sœur de Christophe Cochet, Germaine Cochet, épousera le sculpteur Simon Guillain en 1612.
Il contracte un premier mariage avec Marie Passart, qui lui donne un fils, le peintre Dominique Cochet. De son second mariage en 1630 avec Anne Chauchet, fille d'un marchand de vin, il a deux filles (dont Antoinette, qui naît en 1634). 
Il est surtout connu pour avoir réalisé une Didon se donnant la mort, offerte par le duc de Montmorency au cardinal de Richelieu (avant 1632). La sculpture reçoit les éloges des hommes de lettres de l'époque, notamment de Tristan L'Hermite. Il pourrait s'agir de la Didon figurant autrefois dans le parc de Marly (aujourd'hui à Paris, musée du Louvre), auparavant identifiée comme une Lucrèce ou une Cléopâtre.
Cochet est également l'auteur de plusieurs monuments funéraires sculptés : il s'engage en 1631 à réaliser le tombeau de Roland de Neubourg (mort en 1629) pour l'église de Sarcelles. Le monument, prenant la forme d'un priant juché sur un haut socle cantonné de génies porteurs de torches, est perdu mais reste connu par un dessin anonyme (Paris, Bibliothèque nationale de France).
En 1631, il reçoit la commande, pour la somme importante de 11 000 livres, du mausolée de Charles de Bourbon, comte de Soissons (mort en 1612), et de son épouse Anne de Montafié, pour le chœur de l'église de la chartreuse de Bourbon-lèz-Gaillon. Le monument se présentait sous la forme de deux gisants placés sur un haut socle de marbre noir, cantonné aux angles des allégories en marbre blanc des quatre Vertus cardinales, et de divers génies funéraires. Dans les niches du socle sont représentés en marbre blanc les gisants d'Élisabeth (morte en 1611) et Anne-Charlotte (morte en 1623), filles du couple ducal. Le duc et la duchesse sont représentés vêtus de leurs habits de prince du sang.